# Montaldo di Mondovì
Montaldo di Mondovì es una localidad y comune italiana de la provincia de Cuneo, región de Piamonte, con 587 habitantes.

## Evolución demográfica
| Gráfica de evolución demográfica de Montaldo di Mondovì entre 1861 y 2001 |
|                                                                           |
| Fuente ISTAT - elaboración gráfica de Wikipedia                           |